# ニコラビデオ
nicolaビデオ（ニコラビデオ）は新潮社・エイベックスの提携によるオリジナルビデオシリーズ。新潮社のティーン向けファッション雑誌『ニコラ』のビデオ版として、動画でないと伝えにくい撮影の雰囲気や、メイク術などを伝えるために企画された。定期刊行が予定されていたが中断し、商品として販売されたものは第1巻（創刊号）のみにとどまった。以後はニコラ公式サイトで毎週更新の動画が配信されている。

## 創刊号

### 概要
創刊号は『ニコラビデオ☆創刊号 〜はじめてメイク★AtoZ〜』というタイトルで2002年7月31日に発売され、媒体はVHSのみだった。DVD普及以後であったにもかかわらずVHSのみにしたのは、『ニコラ』主要読者層である女子小中学生の部屋にまでDVDが普及していなかったためと思われる。初回版にはニコラショップ「Girl is Girl」オリジナルブランドの「noa」のアイロンプリントが特典として封入されていた。
パッケージ表紙はエンジェルブルーのハンチングキャップをかぶったガッキー©（新垣結衣）で、『ニコラ』本誌の2002年9月号（ほぼ同時期に発売された）と同じ写真である。

### 主な内容
楽しい撮影日記
『ニコラ』本誌の同名コーナーにならった撮影メイキング。メインの特集「はじめてメイク☆AtoZ篇のほか、「撮影のウラガワ大公開」として純粋なメイキング映像もある。このパート1にはミユ©（美優）、ユカ©（小森裕佳）、コナン©（虎南有香）が、パート2にはコナン©（虎南有香）、ガッキー©（新垣結衣）、ユキ©（奈良岡由紀）が主に登場。
東京開放日レポート
2002年3月28日に東京・恵比寿のEBIS303で開催されたニコラ東京開放日の映像。また、途中行われた1985年度生まれのニコモの卒業式を追った「涙の卒業式」パートもある。卒業者はアヤコ©（榎本亜弥子）・サヤ©（篠原沙弥）・ミサ©（長屋光紗）・ユウ©（蒼井優）の4人。
Girl is Girl おしゃれガイド
当時「ニコラショップ原宿」として開店していた公式セレクトショップの紹介コーナー。案内役としてセイラ©（塚越星良）、レイナ©（松本玲奈）が出演する。
その他
2002年4月号で発表された第5回ニコラモデルオーディション（奈良岡由紀と坂本真里亜が当選）のニュースや、プレゼントコーナーなど。

### 仕様
- 記録媒体: VHS（コピーガード付きNTSC仕様）
- 製作協力: 新潮社nicola編集部
- 発売元: エイベックス（cross aレーベル）
- 販売元: エイベックス・ディストリビューション
- 発売日: 2002年7月31日
- 定価: 税抜2480円
- 型番: AVVD-34098
- ISBN 4-901736-32-9
- バーコード: 4988064 340989